# Tolnai Dali János
Tolnai Dali János vagy Tolnai Dáli János (Nagyvárad, 1606 – Tarcal, 1660. tavasz) pedagógus, református lelkész, teológus, a puritánus mozgalom jeles alakja, a sárospataki református kollégium iskolateremtő pedagógusa (1638–1641, 1649–1656).

## Életútja
Tanulmányait Nagyváradon és Gyulafehérváron végezte, majd 1630-ben kinevezték a kolozsvári református iskola igazgatójává. Nem sokáig maradt az iskola élén, 1631-től Németalföldön folytatta teológiai és filozófiai tanulmányait. 1631 októberétől a leideni, 1632 márciusától a franekeri, szeptembertől pedig a groningeni egyetem hallgatója volt. 1633 első felében groningeni tanulmányait félbeszakítva Angliába utazott, és a következő öt évet ott töltötte. Megismerkedett Francis Bacon empirista tanaival, a puritánus William Ames eszméivel, Comenius pedagógiai gondolkodásával. 1638. február 9-én magyar diáktársaival megalakították a „londoni ligát”, céljukul a puritanizmus magyarországi elterjesztését és a református egyház megújítását tűzték ki.
1638 őszén hazatért, és I. Rákóczi György fejedelem azonnal a sárospataki református kollégium igazgatójává nevezte ki. Puritánus híre miatt azonban a november 10-ei esperesi gyűlés megakadályozta hivatala elfoglalását. Erre csak 1639 tavaszán kerülhetett sor, miután kötelezvényt adott arról, hogy a puritanizmus eszméitől oktatómunkája során tartózkodni fog. Erre azonban már székfoglaló beszédében rácáfolt, későbbi magatartása és iskolai újításai felbőszítették a konzervatív egyházi köröket, és távoznia kellett a pataki kollégium éléről.
1641 végétől Miskolcon látott el lelkészi szolgálatot, majd 1644 elején a fejedelemfi Rákóczi Zsigmond tábori papja lett. 1644 végén Tokajra nevezték ki első lelkésznek, 1645 márciusában pedig az abaúj-tornai református egyházmegye esperese lett. A puritánus eszmék terjesztéséről továbbra sem tett le, így az 1646. februári tokaji zsinat felfüggesztette, majd az 1646. júniusi szatmári zsinat végleg el is távolította esperesi tisztségéből.
1646-tól három évig Rákóczi Zsigmond udvarában élt, majd 1649-ben Lorántffy Zsuzsanna fejedelemasszony közbenjárására ismét kinevezték a sárospataki kollégium rektorává. Javaslatára Lorántffy fejedelemasszony meghívta Comeniust is a pataki iskolába, ahol Tolnai Dalival együtt irányították a kollégium oktatási munkáját. Tolnai Dali 1656-ig vezette a tanintézményt. Ugyanebben az évben a gálszécsi zsinat eltörölte az őt hátrányosan érintő korábbi zsinati döntéseket, Tolnai pedig Tarcal lelkésze lett és maradt egészen 1660-ban bekövetkezett haláláig.

## Munkássága
A sárospataki református kollégium vezetőjeként a skolasztika formalista – általa haszontalan szőrszálhasogatásnak megbélyegzett – logikája helyett bevezette az antiarisztoteliánus Petrus Ramus logikájának oktatását, puritánus mestere, William Ames alapján tanította a teológiát, az etikát és a retorikát. Központba helyezte a gyakorlati teológiai oktatást: bevezette az imaórákat, a homiletikai módszert megújítva a hitvitázásra való felkészítés helyett erkölcsi témájú vitákat tartott tanítványaival, a dogmatikus hittételek átadása helyett közvetlenül a Szentírást magyarázta diákjainak. Néhány előadását magyar nyelven tartotta, hagyománnyá tette a Szenczi Molnár Albert fordította magyar nyelvű zsoltárok énekeltetését. Megszervezte, hogy diákjai házról házra járva tanítsák magyarul írni és olvasni a lányokat és az asszonyokat.
1654-es, Váczi P. Andrásnak címzett vitairatában védelmébe vette a puritán Wiliiam Ames tanait.

### Művei
- Novissima tuba, azaz Ítéletre serkentő utolsó trombitaszó, mely ez kis könyvben keresztyéni hat kiváltképpen való beszélgetésekben osztatott el, Kassa, 1639.
- Dáneus Ráca I.:[1] az az A Mi-atyánk felől igaz értelmű tanítóknak magok mentsége Vaci Andrásnak usorás vádja és szidalma ellen, Sárospatak, 1654.
- Liturgiae Sacrae Caenae, Sárospatak, 1658.
- Theologia című összefoglaló műve kéziratban maradt, Szombathy János még tudósított róla, de azóta elveszett.